# Václav Frič

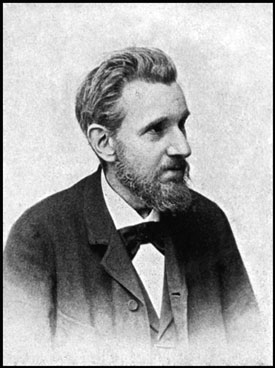
Václav Frič

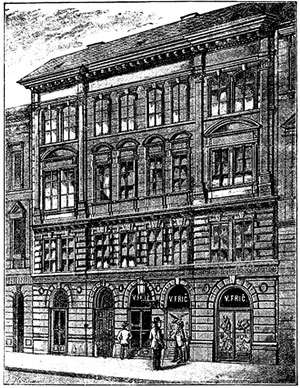
Václav Frič's Geschäft in der Wassergasse 736-II in Prag

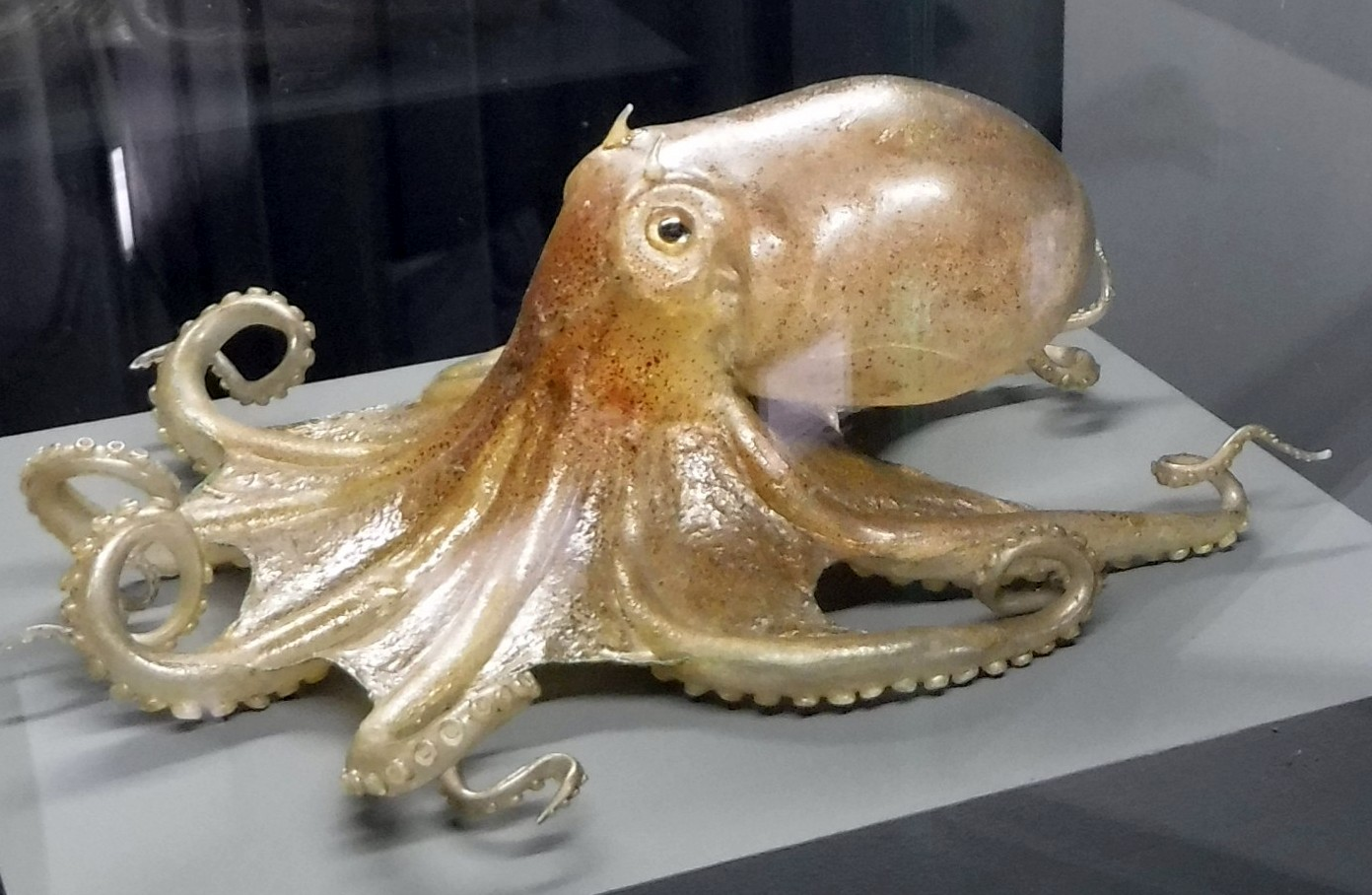
Blaschka-Glasmodell Moschuskrake (1884), Nationalmuseum Prag

Václav Frič, auch Wenzel Frič bzw. Wenzel Fritsch (* 14. März 1839 in Prag; † 10. Juni 1916 ebenda) war ein böhmischer Naturalienhändler.

## Leben
Václav Frič war ein Sohn des Prager Rechtsanwalts Josef František Frič. Der Schriftsteller und Politiker Josef Václav Frič und der Zoologe, Geologe und Paläontologe Antonín Frič waren seine Brüder.
Er studierte Chemie am Prager Polytechnikum, hielt sich 1859–1860 in London auf, besuchte zahlreiche Museen und Ausstellungen, studierte die dortigen Lehrmittel und gedruckten Kataloge des Lehrmittelhandels und gründete 1861/1862 in Prag die "Lehrmittel und Naturalien-Handlung V. Frič" zum Handel mit botanischen, zoologischen, mineralogischen und paläontologischen Objekten. Er kooperierte dabei besonders auch bei der Herstellung von galvanoplastischen Kopien von Stegocephalen mit seinem Bruder Antonín, der diese Landwirbeltiere aus der Gaskohle von Nyrschan beschrieben hatte. August Emanuel von Reuss beriet bei der Erstellung von Foraminiferenmodellen und Ernst Haeckel gab Hinweise zur 
Anfertigung von Radiolarienmodellen. Für die berühmten botanischen „Brendel-Modelle“ von Robert Brendel und Reinhold Brendel und die nicht minder berühmten Glasmodelle der Blaschkas von Leopold Blaschka (1822–1895) und dessen Sohn Rudolf (1857–1939) aus Dresden agierte er als Verkäufer.
Neben der Belieferung von Museen und Bildungseinrichtungen sowie privaten Sammlern mit botanischen, zoologischen und mineralogischen Sammlungsstücken bzw. Modellen und Lehrbehelfen stellte Frič seine Exponate auf diversen Messen und Ausstellungen aus, darunter auf der Weltausstellung Paris 1867, Weltausstellung Wien 1873, Weltausstellung Paris 1878, Weltausstellung Sydney 1879 und Weltausstellung Paris 1889, wo er jeweils mit Medaillen ausgezeichnet wurde. Die Firma war in Prag zunächst in der Wassergasse 736-II, ab 1878 in der Wladislavsgasse 21a und wurde 1911 in "Naturhistorisches Institut in Prag" umbenannt.
Er war verheiratet mit Anna, geborene Rottová und wurde auf dem Olšany-Friedhof in Prag bestattet.
Václav Frič hatte bereits in der Zeit um 1900 seine Sammlungsbestände an Insekten vereinzelt. Sein Sohn Jaromír (1884–1960) führte die Naturalienhandlung nach seinem Tod unter dem Namen seines Vaters noch bis 1958 weiter, wobei Restbestände der Handlung an das Nationalmuseum in Prag kamen.
Von seiner Korrespondenz ist ein von ihm am 26. Juni 1894 an den Zoologen Ernst Ehlers geschriebener Brief in dessen Nachlass archiviert.